# Seo Yong-duk
Đây là một tên người Triều Tiên, họ là Seo.
Seo Yong-Duk (Hangul: 서용덕; sinh ngày 10 tháng 9 năm 1989) là một tiền vệ bóng đá Hàn Quốc, thi đấu cho Câu lạc bộ bóng đá Thành phố Hồ Chí Minh tại V.League 1.

## Sự nghiệp
Seo rời đại học mà không tốt nghiệp, gia nhập Omiya Ardija năm 2009. 
Anh có màn ra mắt tại giải vô địch ngày 18 tháng 7 năm 2009 sau khi vào sân từ ghế dự bị phút thứ 44 ở trong thất bại  0-3 trên sân khách Omiya Ardija trước FC Tokyo. Anh từng là thành viên của đội tuyển U-20 quốc gia Hàn Quốc tham dự Giải vô địch bóng đá U-20 thế giới 2009.

## Thống kê câu lạc bộ
| Thành tích câu lạc bộ | Thành tích câu lạc bộ | Thành tích câu lạc bộ | Giải vô địch | Giải vô địch | Cúp                   | Cúp                   | Cúp Liên đoàn | Cúp Liên đoàn | Tổng cộng | Tổng cộng |
| Mùa giải              | Câu lạc bộ            | Giải vô địch          | Số trận      | Bàn thắng    | Số trận               | Bàn thắng             | Số trận       | Bàn thắng     | Số trận   | Bàn thắng |
| Nhật Bản              | Nhật Bản              | Nhật Bản              | Giải vô địch | Giải vô địch | Cúp Hoàng đế Nhật Bản | Cúp Hoàng đế Nhật Bản | J.League Cup  | J.League Cup  | Tổng cộng | Tổng cộng |
| --------------------- | --------------------- | --------------------- | ------------ | ------------ | --------------------- | --------------------- | ------------- | ------------- | --------- | --------- |
| 2009                  | Omiya Ardija          | J1 League             | 4            | 0            | 0                     | 0                     | -             | -             | 4         | 0         |
| 2010                  | Omiya Ardija          | J1 League             | 1            | 0            | -                     | -                     | 0             | 0             | 1         | 0         |
| 2010                  | FC Tokyo              | J1 League             | 0            | 0            | 1                     | 0                     | 0             | 0             | 1         | 0         |
| 2011                  | Kataller Toyama       | J2 League             | 29           | 1            | 1                     | 0                     | -             | -             | 30        | 1         |
| 2012                  | Kataller Toyama       | J2 League             | 38           | 5            | 0                     | 0                     | -             | -             | 38        | 5         |
| 2013                  | Kataller Toyama       | J2 League             | 35           | 7            | 1                     | 0                     | -             | -             | 36        | 7         |
| 2014                  | Kataller Toyama       | J2 League             |              |              |                       |                       | -             | -             |           |           |
| Tổng                  | Tổng                  | Tổng                  | 107          | 13           | 5                     | 0                     | 0             | 0             | 110       | 13        |